# Re di Tir Connaill
I Re di Tir Connail (anglicizzato in Tyrconnell) erano i sovrani di una zona che oggi copre grosso modo l'intera area della Contea di Donegal.
La dinastia venne fondata nel V secolo da Niall dei Nove Ostaggi da cui discendono i Cenél Conaill, discendenti a loro volta da Conall Gulban figlio di Niall. La dinastia regnò fino alla Fuga dei Conti nel settembre 1607 che segnò la fine del regno.

## I primi re
- Conall Gulban
- Ninnid mac Dauach (fl.544-563)
- Ainmire mac Sétnai
- Báetán mac Ninneda (morto 586)
- Áed mac Ainmuirech
- Conall Cú mac Áedo (morto 604)
- Máel Coba mac Áedo
- Domnall mac Áedo
- Conall Cóel (morto 654)
- Cellach
- Loingsech mac Óengusso (morto 703)
- Congal Cennmagair (morto 710)
- Flaithbertach mac Loingsig
- Áed Muinderg (morto 747)
- Loingsech mac Flaithbertaig (morto 754)
- Murchad mac Flaithbertaig (morto 767)
- Domnall mac Áeda Muindeirg (morto 804)

## Dal Medio Evo alla fine
- Eicnechan, (c.1201-1207)
- Domnall Mór mac Eicnechain, (1207-autunno 1241)
- Máel Sechlainn mac Domnaill (1241–1247)
- Manus O'Donnell
- Calvagh O'Donnell
- Aodh mac Maghnusa Ó Domhnaill (morto 1600 circa)
- Iníon Dubh (fl.1570-1608)
- Red Hugh O'Donnell
- Rory O'Donnell, I conte di Tyrconnell